# نقاط حاكة
النِقاط الحاكَة (بالإنجليزية: Itchy points)‏ (بالإنجليزية: Puncta pruritica)‏ هيَ بُقع حاكَة (واحدة أو اثنتين) تَظهر في الجِلد الطَبيعي، وتُتبع في بعض الأحيان بِظهور تَقران مَثِّي في نَفس المكان.